# Székelyandrásfalva
Székelyandrásfalva (Más néven Románandrásfalva, 1899-ig Oláh-Andrásfalva, románul Săcel) falu Romániában Hargita megyében.

## Fekvése
Székelykeresztúrtól 9 km-re északnyugatra a Mogyorós- (vagy Szenterzsébeti) -patak völgyében fekszik.

## Nevének eredete
Nevének előtagját Udvarhely vármegyei fekvése alapján kapta.

## Története
A falut 1680 körül birtokosa Gyulai Lajos gróf telepítette Brassó környéki román telepesekkel.
Sf. Archangeli ortodox temploma 1848-ban épült a korábbi, 1772-ben épített templom helyett. Tornya a 17. századból való.
A falutól délre fekvő sírkertben temették el 1869-ben gr. Gyulai Ferenc császári kamarást.
1910-ben 418 lakosából 317 román, 60 magyar és 41 cigány volt.
A trianoni békeszerződésig Udvarhely vármegye Székelykeresztúri járásához tartozott.
1992-ben 146 lakosából 106 román, 35 cigány és 5 magyar volt. Társközségeivel együtt 1457 lakosából 1008 magyar, 336 román és 113 cigány volt.

## Híres emberek
- Itt született Mihail Jacob akadémikus, egyetemi tanár.